# Tetraponera bidentata
Tetraponera bidentata är en myrart som först beskrevs av Vladimir Aphanasjevich Karavaiev 1933.  Tetraponera bidentata ingår i släktet Tetraponera och familjen myror.

## Underarter
Arten delas in i följande underarter:
- T. b. angusticeps
- T. b. bidentata